# 日系チリ人
日系チリ人（にっけいチリじん、スペイン語: Japonés Chileno、Nipo-chileno）とは日本人の血を引いたチリの市民である。

## 歴史

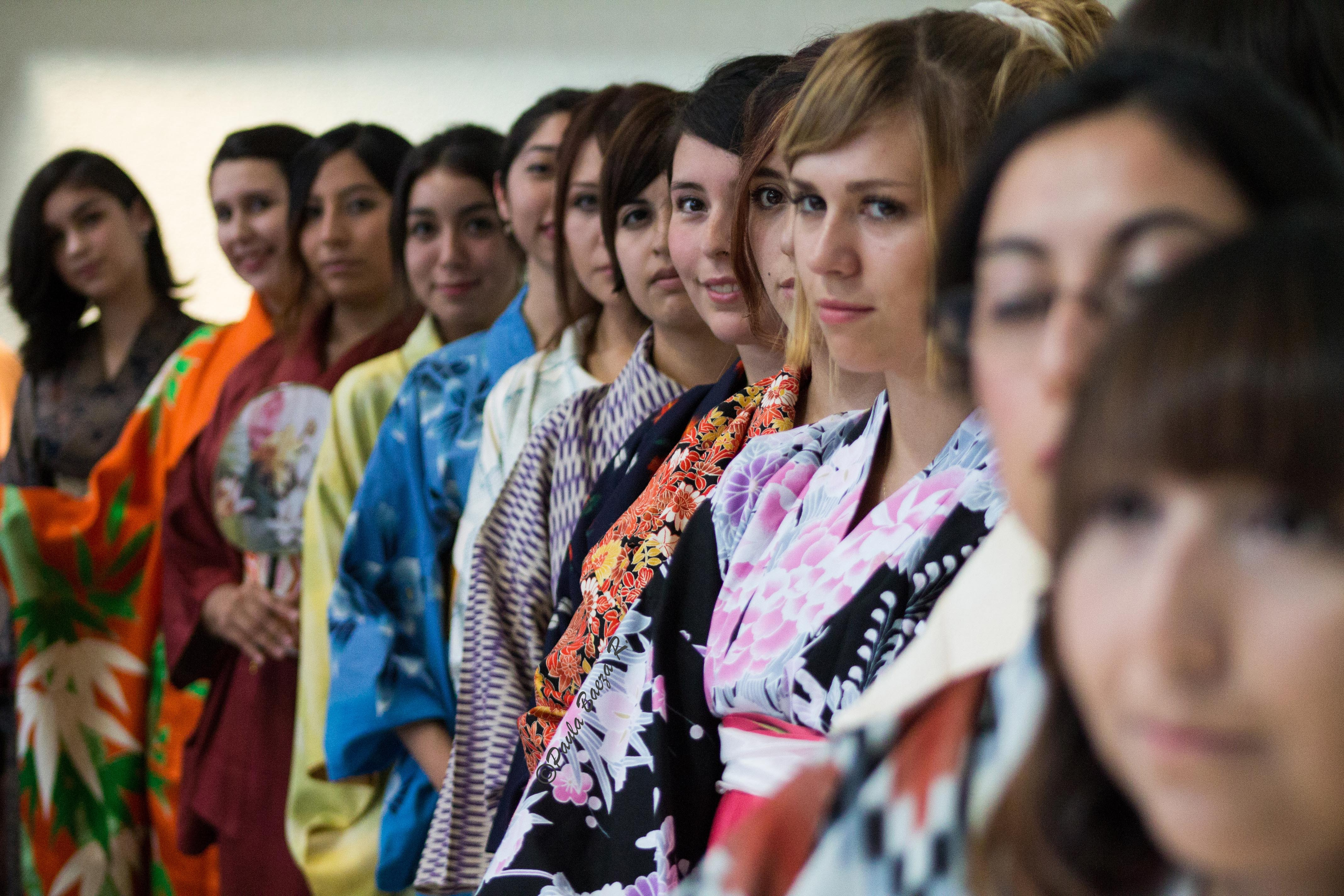
バルパライソ日本祭りでの着物ファッションショー
開催：バルパライソ日系人協会

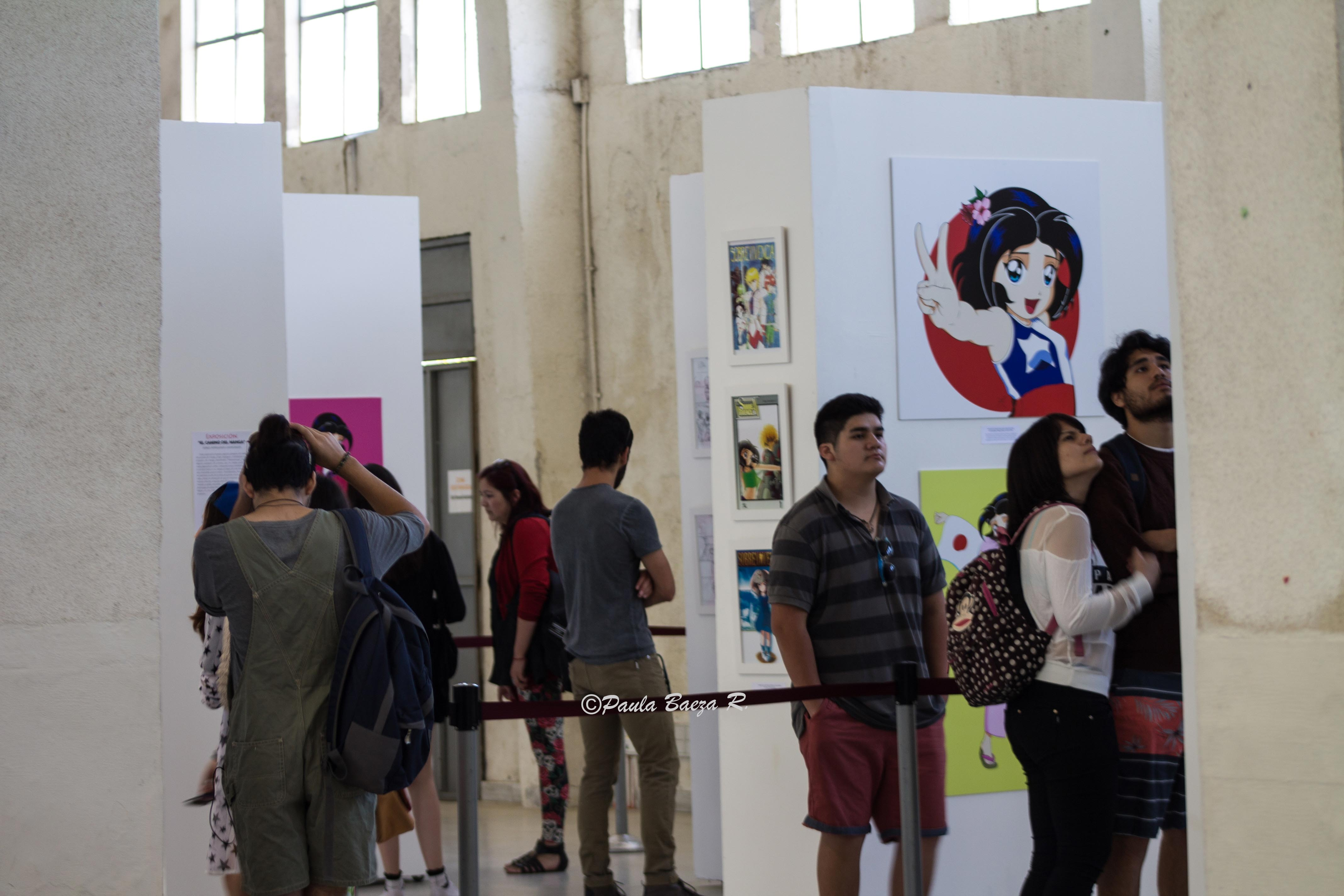
チリ人漫画家の展示会

チリに移住した日本人の数は、1875年の国勢調査で2名が記録されているのが最初であるが、他のラテンアメリカの国々と比べ、1910年から1940年までに移住した日本人は900人に満たなかった。入国し、チリに住み始め日系人となった日本からの移住者はペルーなどの近隣諸国から再移民した労働者からビジネスマンまで、その職種は幅広く多様であった。日系人は硝酸塩の豊富な北部では人口が少なく孤立する可能性もあり、大半は中南部地域の都市であるサンティアゴ・デ・チレやバルパライソに引き寄せられた。そこで日本人は給与労働者として様々な職を見つけた。特に小規模な事業関係者や理容師となった人が多かった。なお、初期のチリの日系コミュニティは多くが男性であった。大多数の一世はチリ人女性と結婚した。彼らの子供である二世は、「もしチリで生きるなら、チリ人になるべきである」との信条を奮い立たせた。
しかし、第二次世界大戦が勃発するとそれは反日感情を刺激し、日系人のチリ社会への統合を妨害した。1943年の初頭に、多くの日系チリ人が戦略的な要地（銅鉱山など）から内陸部に移動させられた。同時に、日系コミュニティは強力な統合と、戦時中の反日感情に直面した際の相互扶助を行った。これらの提携は戦後日系慈善社会組織（Sociedad Japonesa de Beneficencia）として蘇った。

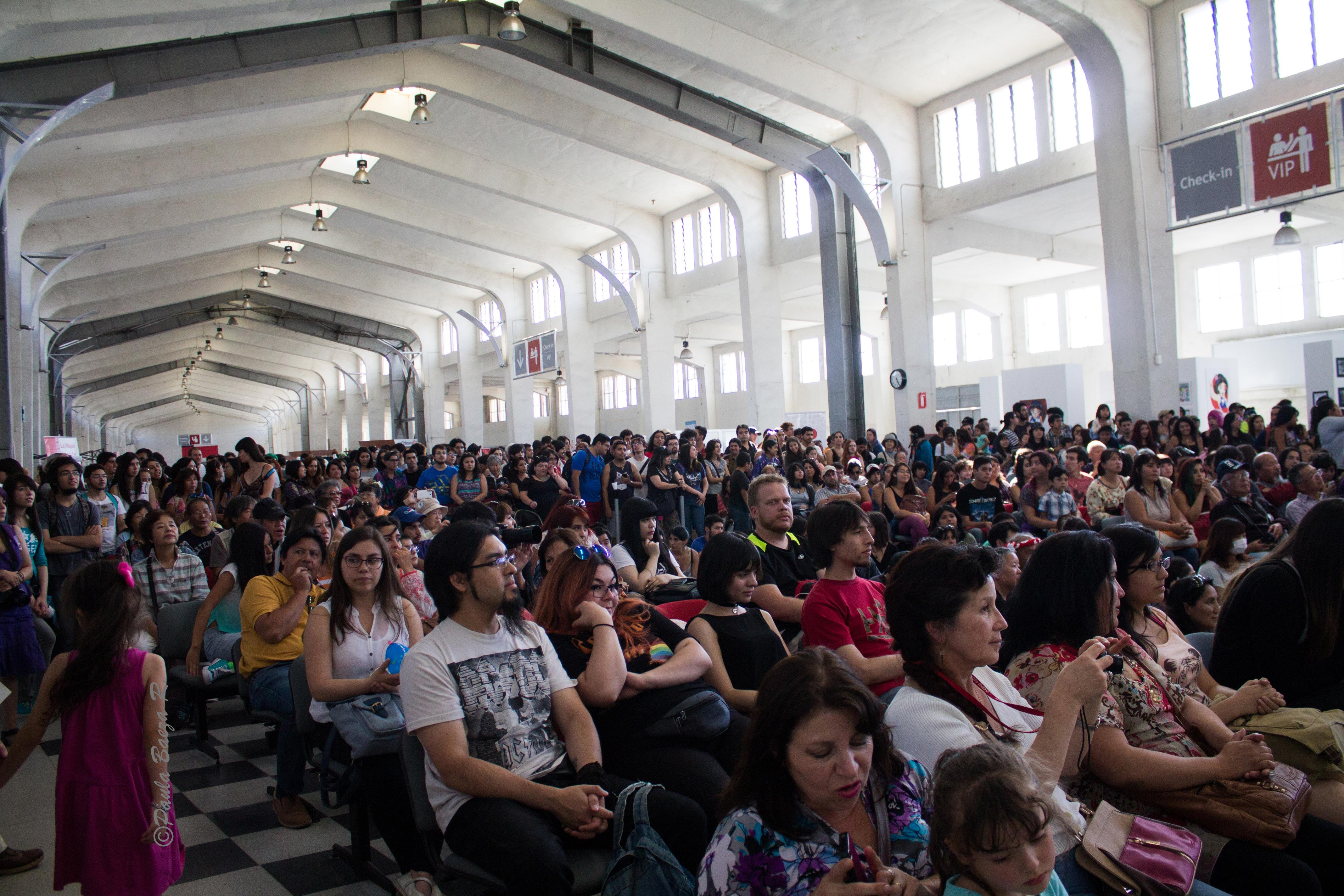
バルパライソ日本祭り

戦後、1990年代までの間に日系チリ人は中流階級となり、高い教育水準とホワイトカラー労働者となっていった。チリのモノカルチャー的ではあるが安定した経済も反映し、他のラテンアメリカ諸国の日系人の傾向に反して、チリでは日系人のわずか5%以下が日本に出稼ぎにしているに過ぎない。しかし、日系人のコミュニティが団結に欠け小規模であることと、他人種との婚姻のさらなる増加が日系チリ人の未来に問いを投げかけている。
2000年代からはチリの第５州バルパライソでバルパライソ日系人協会(Corporación Nikkei Región de Valparaíso)が設立され、次世代日系人をメインに日本とチリの架け橋となる様々な活動が行われている。例えば、毎年恒例のバルパライソ日本祭り（参加者４０００名超）、国立庭園でのお花見（参加者５０００名超）は、日系人だけでなく日本文化に興味を持つチリ人も交えて盛大に催される。

## 言語
多くの日系チリ人はスペイン語しか話さない。ごく少数のみが日本語を話すことが可能であり、そのうち特に高い教育を受けた者は英語も話すことが可能。

## 宗教
大半の日系チリ人はカトリック教徒であり、残りは仏教徒や神道主義者などである。

## 著名な日系チリ人
- 打村明 - 社会事業家・経営者、南米コネクト代表取締役、バルパライソ日系人協会元会長
- ミチオ・ニシハラ・トロ - 音楽家
- カルロス・オミナミ - チリ上院議員
- カミーロ・モリ - 画家
- ヨシロー・サトー - テレビプロデューサー
- エルナン・タケダ - 映画監督
- タツキチ・サクラダ・エンドー - 野球選手
- タカオミ・サイトー - ルル・ジャムのメンバー
- キウヘ・ハヤシダ - ベーシスト